# Cygnus Air
Cygnus Air (Corporación Ygnus Air) è una compagnia aerea cargo con sede a Madrid, Spagna. È una compagnia privata che opera voli di linea verso destinazioni principalmente in Europa. La sua base è l'aeroporto di Madrid-Barajas. Fondata nel 1994 come Regional Líneas Aéreas, ha subito diversi cambi di nome nel corso della sua storia.

## Storia
La compagnia aerea venne fondata da Regional Airlines (Francia) insieme al gruppo spagnolo Gestair come "Regional Líneas Aéreas" nel 1994. La compagnia operava voli passeggeri di linea da Madrid con una flotta di Saab 340.

### Cygnus Air (1998-2007)
Nel gennaio 1998, Regional venne ribattezzata Cygnus Air e a novembre la compagnia aerea passò alle sole operazioni cargo. La sua flotta era composta da due Douglas DC-8-62F. Nel luglio 2002 fu introdotto un DC-8-73F. A quel tempo la compagnia aerea era di proprietà del 60% di Macholfam International, una filiale del gruppo Gestair, e del 40% di Imesapi del gruppo ACS.

### Gestair Cargo (2007-2013)
Nel maggio 2007, come parte di una nuova politica del gruppo Gestair, la compagnia iniziò a utilizzare il nome Gestair Cargo. A quel tempo il principale cliente di Gestair Cargo era Iberia Airlines.
Gestair Cargo ampliò e modernizzò la sua flotta nel 2011, aggiungendo un Boeing 767-300F a gennaio e un altro a marzo. A marzo 2010, a seguito di un aumento di capitale, il 73% della società apparteneva a Imesapi e il 27% al gruppo Gestair.

### Cygnus Air (2013-presente)
Cygnus Air appartiene al gruppo ACS. La compagnia opera voli cargo regolari in Europa e nelle Isole Canarie con i suoi Boeing 757. Cygnus Air offre ai propri clienti anche voli charter e soluzioni ad-hoc.

## Flotta

### Flotta attuale

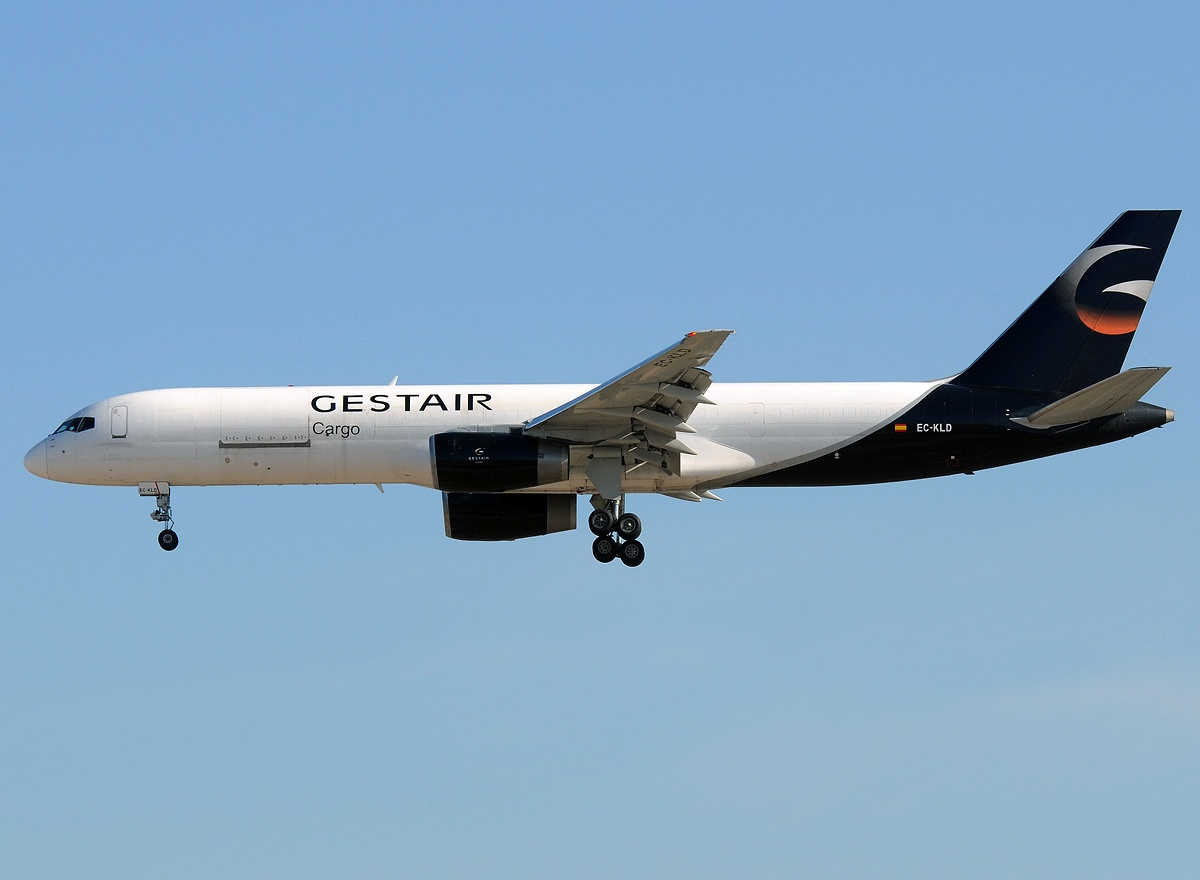
Un Boeing 757 nella vecchia livrea del gruppo Gestair.

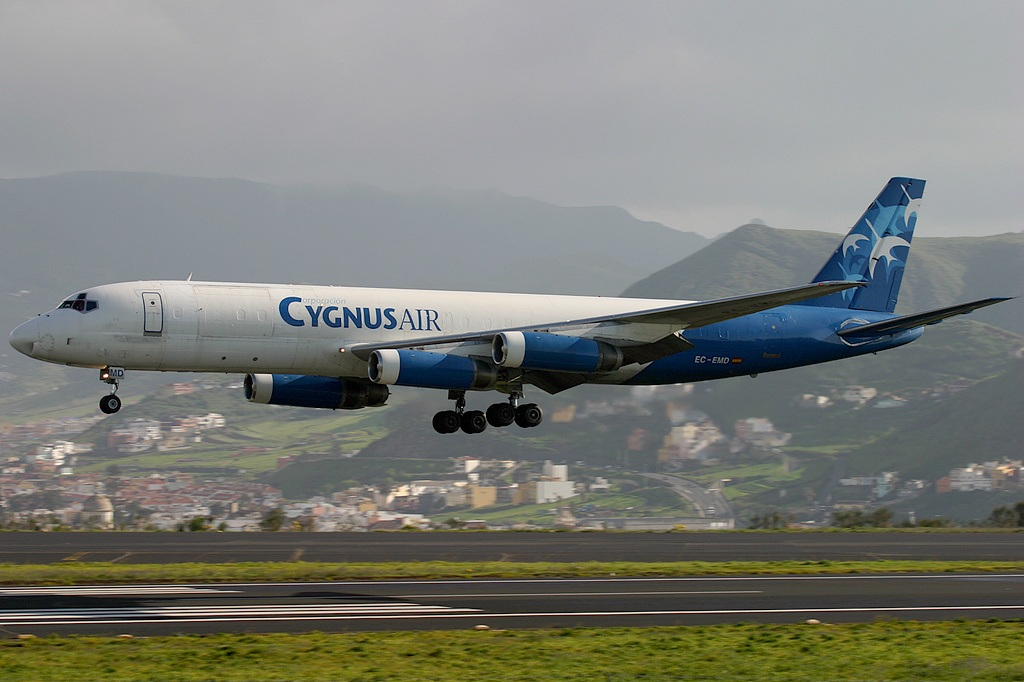
Uno degli ex Douglas DC-8-62(F).

A dicembre 2022 la flotta di Cygnus Air è così composta:

### Flotta storica
Cygnus Air operava in precedenza con:
- Airbus A300-600R(F)
- Boeing 767-300ER(BDSF)
- Douglas DC-8-62(F)
- Douglas DC-8-73CF
- Saab 340